# Miharu (Vorname)
Miharu ist ein Vorname.

## Herkunft und Bedeutung
Miharu ist ein weiblicher Name. Er stammt aus Japan.
Er wird gebildet aus den Kanjis "Mi" (Schönheit, Ozean/Meer) und "haru" (klar, Sonne(nlicht), Frühling).
Nach einer anderen Quelle bedeutet der Name Schöner klarer Himmel.

## Bekannte Namensträgerinnen
- Miharu Arisawa, Mitglied der Gruppe BeForU
- Miharu Imanishi (* 1992), japanische Tennisspielerin
- Miharu Koshi, Musikerin